# Eduardo Morales Miranda
Eduardo Morales Miranda (Constitución, 14 de noviembre de 1910 — Santiago, 17 de noviembre de 2012) otorrinolaringólogo chileno, fue el fundador de la Universidad Austral de Chile y su primer rector.

## Biografía
Fueron sus padres Abdón Morales y Amelia Miranda, vecinos de dicha localidad, de profesión pequeños comerciantes y dueños de un hotel.
Cursó sus estudios secundarios en el liceo Manuel Blanco Encalada de Talca, y habiendo aprobado satisfactoriamente el bachillerato ingresó a la Universidad de Chile, donde estudió Medicina. Más tarde, continuaría su carrera en la Universidad de Concepción, la que finalmente le otorgó en 1938 el título de médico cirujano, especialista en otorrinolaringología, tras haber presentado su memoria, intitulada "Otitis Medias Crónicas".
Fue destinado en 1940 al Hospital Regional de Valdivia, en el cual se desempeñó como su director desde su llegada. Al mismo tiempo, estuvo a cargo de la jefatura del Servicio de Oídos de ese establecimiento.
En el ámbito cultural, junto a su esposa, Carmen Verdugo Binimelis, fue un asiduo amante y mecenas de las más variadas manifestaciones artísticas; así, por ejemplo, formó parte de la legendaria Sociedad Amigos del Arte, en Valdivia.
En 1954 fue elegido presidente del directorio de socios de la Universidad Austral de Chile, siendo confirmado en este cargo. Ese mismo año, fue elegido rector de esa casa de estudios, cargo en el que permaneció hasta 1961, fecha en que anuncia su dimisión perpetua e indeclinable.
Durante el período en que encabezó el directorio de esa casa de estudios, se empeñó en orientar la enseñanza hacia el cultivo de las artes y la cultura; a tal punto se abocó a esta tarea, que modificó las mallas curriculares de las carreras impartidas, agregando asignaturas humanistas a las científicas. Además, realizó gestiones en todos los ámbitos de la vida civil con el objeto de conseguir la autonomía administrativa y académica de la Universidad Austral, lo cual le granjeó la animadversión de los profesores de la Universidad de Chile.
En los últimos años de su rectoría, Morales debió afrontar una férrea oposición a sus políticas universitarias por parte de alumnos y docentes, situación que lo llevó a renunciar a su puesto en 1961.
Eduardo Morales falleció el 17 de noviembre de 2012 en su residencia en Santiago. La Universidad Austral de Chile decretó tres días de duelo. El ánfora con sus cenizas fue depositada dentro de un monumento conmemorativo erigido por la universidad en homenaje al rector fundador.

## Reconocimientos
- Monumento conmemorativo, al interior del Jardín Botánico de la UACh. Se compone de una escultura de metal que representa el rostro del rector fundador, una placa con código QR, el que permite acceder a un sitio especial con la vida y obra, además de un sector especial dentro de esta obra se depositó la ánfora con sus cenizas. Inaugurada el 17 de abril del 2014.

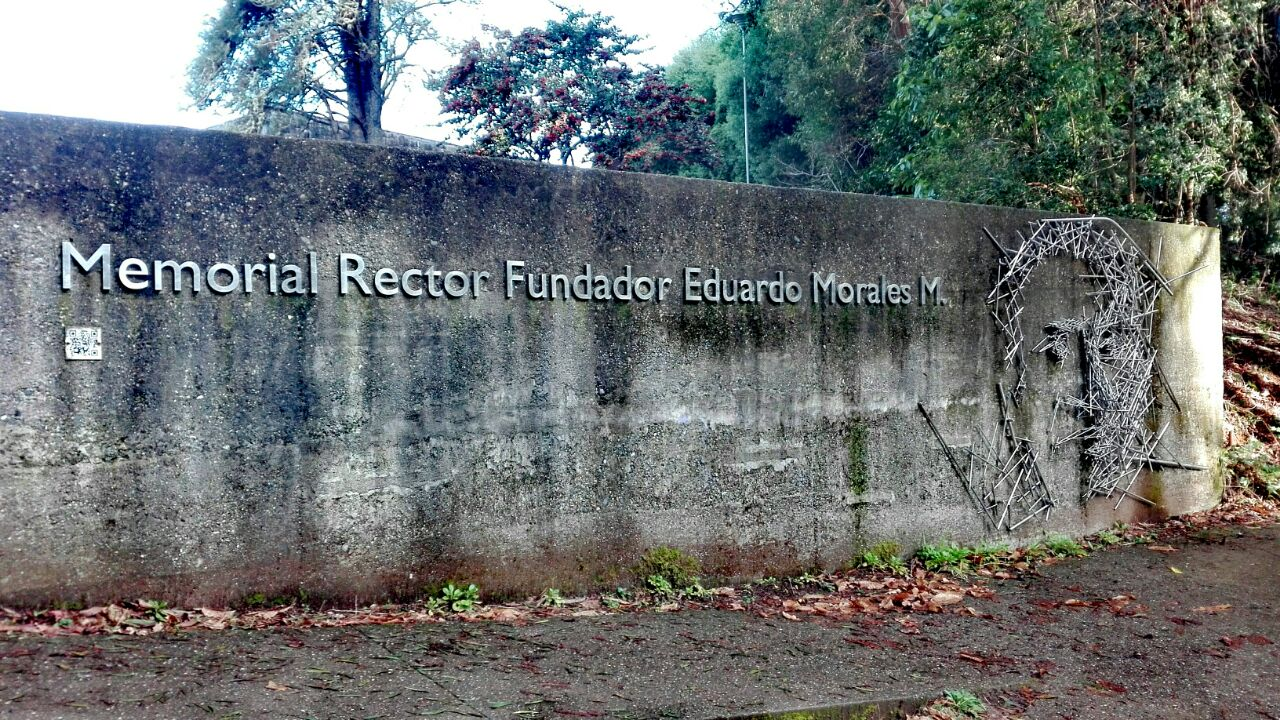
Memorial Rector Fundador Dr. Eduardo Morales M.
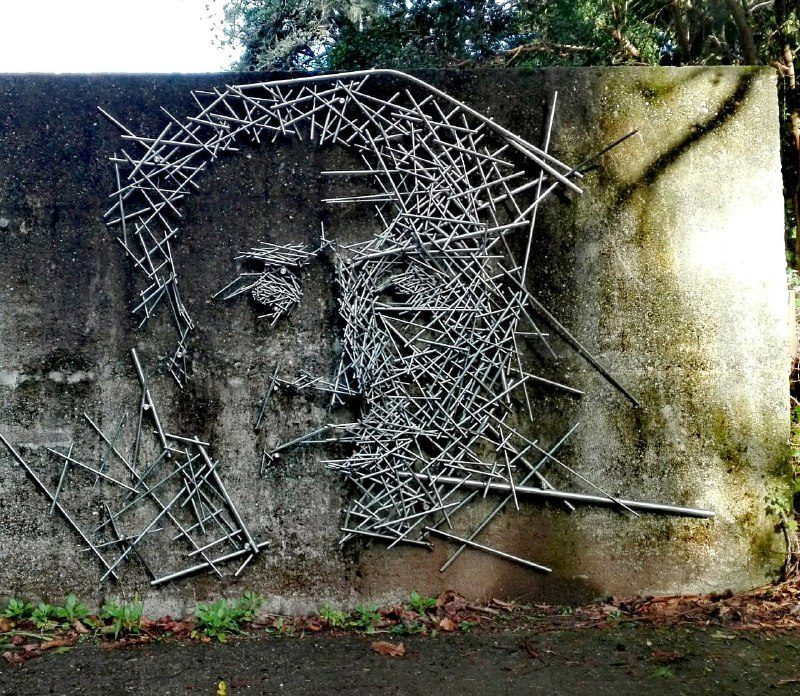
Escultura en metal del rostro de Eduardo Morales Miranda.